# Плање (Бреша)
Плање је насеље у Италији у округу Бреша, региону Ломбардија.
Према процени из 2011. у насељу је живело 83 становника. Насеље се налази на надморској висини од 391 м.